# William Belsham
William Belsham (ur. 26 października 1752, zm. 17 listopada 1827) – angielski polityk, pisarz oraz historyk. Zaznaczył się jako zwolennik Brytyjskiej Partii Wigów, gdzie należał do antywojennej grupy historyków, razem z Charlesem James Foxem i  Anthonym Robinsonem. Miał brata Thomasa Belshama, który był znanym unitariańskim pastorem, oraz siostrę Elizabeth Belsham.
Jako pierwszy użył terminu libertarianizm. Posłużył się nim w swoim piśmie Essays, Philosophical, Historical, and Literary, do pejoratywnego określenia stanowiska wolnej woli w polemice skierowanej przeciwko poglądom deterministów, których bronił.

## Publikacje[6]
- Essays, Philosophical, Historical, and Literary (1789)
- Examination of an Appeal from the Old to the New Whigs (1793)
- Memoirs of the Kings of Great Britain of the House of Brunswick-Luneburg, dwa tomy (1793)
- Remarks on the Nature and Necessity of Political Reform (1793)
- Memoirs of the Reign of George III (1796)
- Remarks on the bill for the better support and maintenance of the poor (1797)
- History of Great Britain, dwa tomy (1798 oraz 1824)
- Remarks on a late publication styled The History of the politics of Great Britain (1800)
- Remarks on the late definitive treaty of peace, signed at Amiens (1802)
- Appendix to the history of Great Britain (1807)